# Ira Coleman
Pour les articles homonymes, voir Coleman.
Ira Coleman est un contrebassiste franco-américain de jazz.
Né en 1956 en Suède, d'un père américain et d'une mère suédoise, il passe sa jeunesse en France puis en Allemagne. Parti étudier aux États-Unis au Berklee College of Music, il se joint à l'orchestre de Freddie Hubbard en 1985 puis accompagne Betty Carter jusqu'en 1989 et enfin joue avec Tony Williams (1989-1996). Accompagnant moult instrumentistes, dont le pianiste français Laurent de Wilde, il dégage un jeu essentiellement chaleureux et gracieux.